# デイヴ・アーネソン
- デイヴ・アーンソン
- デーブ・アーンスン

デイヴィッド・ランス・アーネソン（David Lance Arneson、1947年10月1日 - 2009年4月7日）は、アメリカ合衆国のゲームデザイナーである。1970年代初頭にゲイリー・ガイギャックスと協力して最初に出版されたロールプレイングゲーム『ダンジョンズ&ドラゴンズ』が良く知られている。アーネソンの初期の仕事として、ジャンルの基礎を開発し、「ダンジョンの冒険」となるような装置を使用してRPGの概念を開発し、中立な審判を用い、そして空想的なキャラクターとの会話を持つストーリーラインを開発したことが挙げられる。
アーネソンは1960年代の10代の頃にウォーゲーミング(Wargaming)に興味を引かれ、これらのゲームとロールプレイングのコンセプトを組み合わせ始めた。1960年代末期、ミネソタ州立大学の学生だった彼はGen Conゲームコンベンションでガイギャックスと出会う。1970年、アーネソンは 後に「ブラックムーア」となったゲームと架空の世界を創造し、中世のファンタジーの要素を土台にしたセッティングとルールを書いた。アーネソンは翌年ゲームをガイギャックスに見せるために持参し、『ダンジョンズ&ドラゴンズ』(『D&D』)となったルールセットの共同開発者となった。1974年、ガイギャックスはすぐ後に、ゲームを出版するためにTSR社を設立し、アーネソンは短期間TSR社で働くことになった。
アーネソンは1976年にTSRを退社し、ゲームのクレジットと印税を保持するために1979年に訴訟を起こした。彼は独立したゲームデザイナーとしてその後も仕事を続け、1980年代に再びTSRの為に短期間働き、その間も生涯にわたってゲームをプレイし続けた。アーネソンはさらにコンピューター・ゲーミングのためにも働き、1990年代から2009年の死の直前まで、Full Sail Universityでコンピューター・ゲームのデザインとゲーム・ルールのデザインを教えた。

## ミニチュア・ウォーゲーミングの経験
アーネソンのロールプレイング・ゲームのデザインワークを成長させたのは、1960年代初期に彼の両親がアバロンヒル社の「ゲティスバーグ」ボードゲームを買ってあげたことで、ウォーゲーミングに関心を持ったことからである。後にアーネソンは自分の友人たちに遊び方を教え、このグループは自分たちのゲームをデザインしはじめ、アーネソンが特に好きな海戦ゲームや、ゲームの新しい遊び方も試している。「ロールプレイングの露出」という道具は、彼の後のゲームデザインに影響を与えた。大学の歴史科で彼は歴史的なイベントをロールプレイし、そして好ましい方法で記録された歴史と同様の「仮想の」シナリオをウォーゲームで再制作することに優先的に逸脱した。
1960年代後期、アーネソンは後にゲームデザイナーとなるDavid Weselyが所属する、ミネソタ州ミネアポリスやセントポール周辺のミニチュア・ウォーゲーマーやミリタリー・フィギュア・コレクターが集まるグループであるMidwest Military Simulation Associationに加入した。Weselyは彼が作成し審判した『Braunstein』ゲームの中にいたいと主張し、および他のMMSAのメンバーが参加し、アーネソンは1:1スケールに基づいて非戦闘の目標に焦点を当て、近代ロールプレイングゲームの基礎の開発に携わった；ウォーゲーミングに関してより独立したプレイと展開のある挑戦の数々が、後のRPG作品へのステップになった。
1969年、アーネソンはミネソタ州立大学の歴史学生であるとともに、パートタイムの警備員として働いた。
彼は1969年8月の第2回 Gen Conゲームコンベンション（まだウォーゲームが主な焦点だったが）に参加し、このイベントで彼はゲイリー・ガイギャックスと出会った。ガイギャックスは1960年代にウィスコンシン州レイク・ジェニーバでInternational Federation of WargamersとCastle & Crusade Societyを創設する。ミネソタ州のアーネソンの家から近い場所であった。アーネソンとガイギャックスは帆船ゲームへの理解を共有し、彼らは共同で 海戦ゲーム『Don't Give Up The Ship!』を書き上げる。同作は1971年6月以降から連載して出版され、また単体では1972年にGuidon Gamesから、1975年に改訂版がTSR社から出版された。

## ブラックムーア
1970年の夏、アーネソンは城の地下に空想の怪物がはびこる、複雑な中世のミニチュアを使った探検ゲームを制作しはじめた。最初にアーネソンが遊んだ彼のルールは、戦闘の解決にじゃんけんを使うものだったが、後の『D&D』で使われる「アーマークラス」システムに似た、彼の海戦ゲームで使われた要素に後に書き換えられた。「アーマークラス」システムはまたガイギャックスと ジェフ・ペレンによって書かれた『チェインメイル』のルールにも登場した。一方、このルールの欠点を発見したアーネソンはルールをいくつか変更し、自身のロールプレイング・ゲームのシナリオに適用した。
"私は以前の2日間、チャンネル5の週末の‘Creature Feature’という5つの怪物映画を見て過ごし、いくつかの「コナン」小説を読み（私は思い出すことができない、しかし全てほとんど同じだと思った）、自分の口にポップコーンを詰め込み、何枚もの方眼紙に落書きした。その時、私は自分のナポレオンのキャンペーンの全ての厳格なルールに疲れて、それに対して反逆していた。"
ゲームは『チェインメイル』から 「ブラックムーア」への変更をへて発展を続け、『D&D』の現代のプレイヤーは「完璧なゲーム」よりもむしろキャンペーン・セッティングとして記述した。ゲームプレイは現代の『D&D』プレイヤーとして見分けがつき、固定されたヒットポイント、アーマークラス、キャラクター作成、そしてダンジョンの徐行（dungeon crawl）といったフィーチャーが使われた。この設定はまた一定時間にわたり具体化され、現在に遊ばれ続けた。アーネソンはブラックムーアを「伝統的ではない中世の設定のロールプレイング。私は限られた数の蒸気力、火薬、そして潜水艦を持っている。さらには戦車はしばらく走っていた。強調するのはストーリーとロールプレイングだ」と記述した。
「ブラックムーア」のディテールとオリジナルキャンペーンは、『Castle & Crusade Society』の「グレートキングダム」マップで確立された。
最初に簡潔に印刷するために持ってこられたのは『Domesday Book』の#13号で、1972年の7月にCastle & Crusade Societyのニュースレターにて、そして後に大幅に拡張された形態のThe First Fantasy Campaignが1977年にJudges Guildから出版された。
『D&D』と"ダンジョン探検のコンセプト"の中で、のちに"トールキンに影響を受けたと判断されたもの"は「ブラックムーア」を起源とし、これは純粋にファンタジー志向ではなかった設定で、最近の歴史およびサイエンス・フィクションの要素が組み込まれたか、またはリンクされた。これらは目に見える形で後に 『DA module series』としてTSR社から出版され（特に『City of the Gods』）、また元のキャンペーンと並行して1970年代初期から中期にJohn Sniderがゲームを走らせ、これらのアドベンチャーから開発されたルールセットが、1974年にTSR社から発売された最初のSFRPGである。

## 『ダンジョンズ&ドラゴンズ』

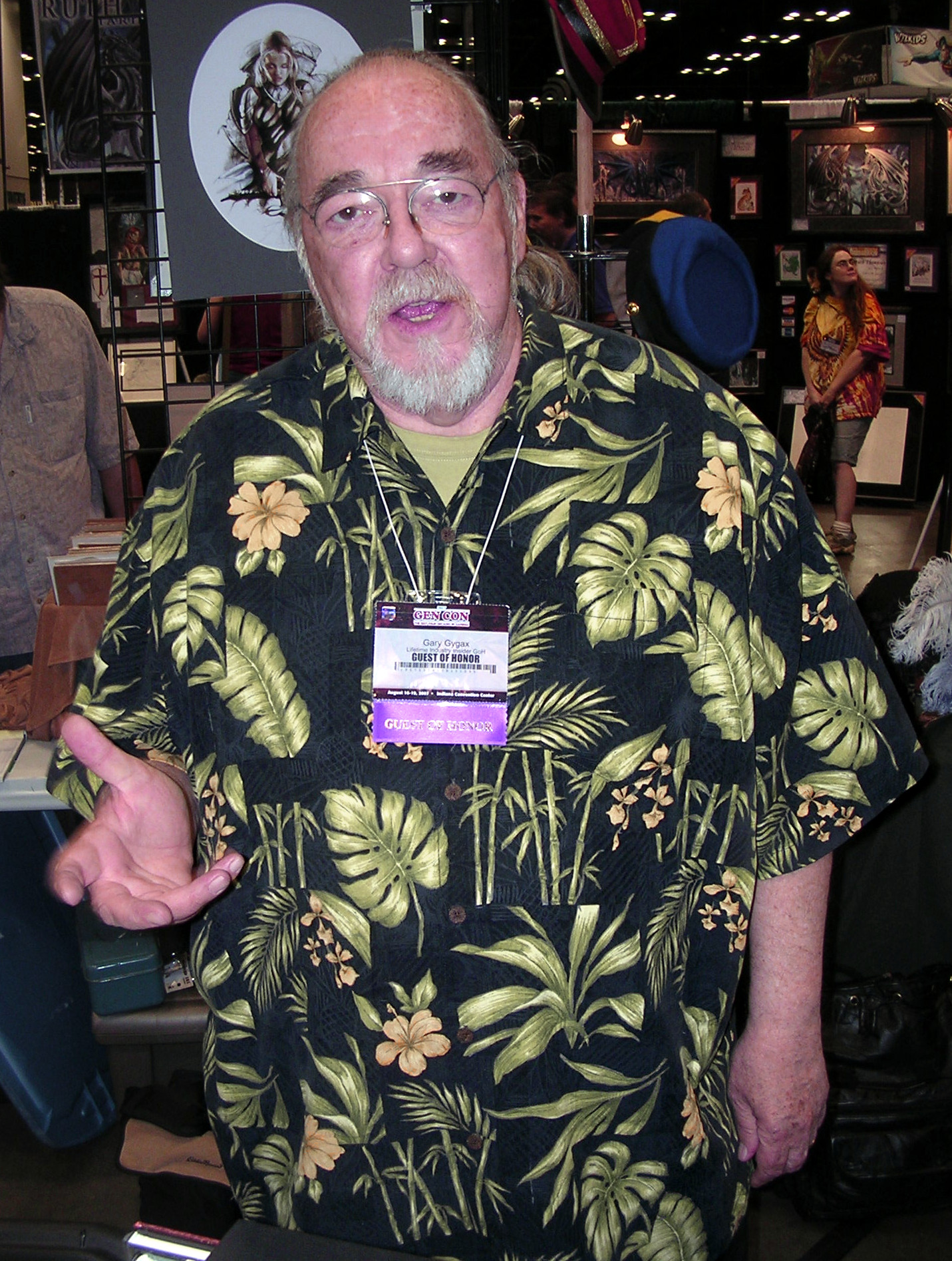
ゲイリー・ガイギャックス。『D&D』をアーネソンと共同で制作した。

アーネソンは、ガイギャックスはすでにゲームメーカーと似たような関心を持つことから、ロールプレイングに関心があると考え、1971年後半に彼の友人数人とで、自分のゲームをガイギャックスに対してデモンストレーションした。電話と手紙で共同研究した後、色々なグループや他のコンタクトとテストプレイを遂行し、ガイギャックスとアーネソンは後に『"The Fantasy Game"』と呼ばれるゲームの出版を望んだが、Guidon Gamesとアバロンヒルはそれを拒否し、アーネソンはベンチャーに投資する余裕がなかった。
二人は他に同様のプロジェクトが予定されていたことから、できるだけ早くゲームを出版する必要性があると感じ、ルールは急いで組み立てられ、アーネソンの最終草案は使用されることはなかった。これにもかかわらず、1974年に（ブライアン・ブルーム）はついに最初の『ダンジョンズ&ドラゴンズ』を出版するのに必要な資金を調達し、最初の1000部の印刷は年内に完売して、その後数年で売り上げが急速に伸びた。アーネソンのオリジナルキャンペーンから、さらにいっそうのルールとサンプルダンジョンが、1975年に『ブラックムーア』という名前で『D&D』のサプリメントとして発売され（商業的に最初に出版されたRPGシナリオである）、のちにキャンペーン設定の名称となった。このサプリメントはアーネソンの実際のキャンペーンの詳細な内容の一部を提供した。
アーネソンは1976年の始めに正式に『D&D』のリサーチディレクターとして入社したが、年末には独立したゲームデザイナーとしてのキャリアを追求するために退社した。

## TSR退社後
1977年、実際彼はTSRでは長くなかったのにもかかわらず、アーネソンは『Dungeonmaster's Index』という、その時点でのTSR社の『D&D』の資産を書いた38ページのブックレットを出版し、その中には 『チェインメイル』、the 最初の『D&D』ボックスセット、5冊の『D&D』サプリメント『グレイホーク』、 『ブラックムーア』、 『Eldritch Wizardry』、『Gods, Demi-gods & Heroes』、『Swords & Spells』、さらに7号全ての『ザ・ストラテジック・レビュー』誌が含まれている。
TSR社は全ての『D&D』製品についてアーネソンにロイヤリティーを支払うことに同意したが、しかしその時会社は1977年に『アドバンスト・ダンジョンズ&ドラゴンズ』（『AD&D』）の発売を控え、『AD&D』は『D&D』と大幅に異なる製品であり、ロイヤリティーを彼に支払う必要はないと主張した。
その応答に、1979年にアーネソンはガイギャックスとTSR社に対して最初の5つの訴訟を提出した。2年後の1981年3月、内密の同意の一部として、アーネソンとガイギャックスはその時点から『D&D』の共同制作者として製品に記載されることに同意することで、法廷の外で訴訟を解決したが、これは2人の間の長引く緊張関係を終わらせなかった。
20年後、ウィザーズ・オブ・ザ・コースト社（WotC）がTSR社を買収し、計画していた『D&D』第3版から「アドバンスト」を外すことを求めた。WotCのCEOだったピーター・アドキソンは、アーネソンと20年来の問題を解決するために、総金額を口外しないことで交渉し、アーネソンは『D&D』に関する全ての請求を破棄することで合意した。
1979年、アーネソンとリチャード・L・スナイダー（オリジナルの「ブラックムーア」プレイヤー）は共同で、アーネソンが1970年代初期に構想していた、『D&D』の代わりになっていた「ロールプレイング・ファンタジー・ゲームのオリジナルの精神」を奪還しようとしたロールプレイング・ゲームを書いた。1980年代の初期には、彼は自分のゲーム会社Adventure Gamesを確立し、ミニチュアゲームの『Johnny Reb』と『Harpoon』をプロデュースしただけでなく、自分のロールプレイング・ゲーム『Adventures in Fantasy』を出版した。Adventure Gamesは儲かったが、アーネソンの仕事が過剰になり、最終的に彼の会社は（フライングバッファロー社）に売却された。
ゲイリー・ガイギャックスがTSR社の社長だった1980年代、彼とアーネソンは再びつながって、アーネソンはしばらくの間『D&D』と「ブラックムーア」を『「DA」（デイヴ・アーネソン）』シリーズの『ブラックムーア』モジュールセットで再統合した（1986年-1987年）。4点のモジュールのうち3点はアーネソンによって書かれ、アーネソンによるキャンペーンの初めての詳細な設定となった。
ガイギャックスがTSR社を追放された時、アーネソンは計画されていた5番目のモジュールが出版される前に会社を離れた。ガイギャックスとアーネソンは再び別々の道を歩いた。1986年、アーネソンは『D&D』の新しい『ブラックムーア』モジュール『The Garbage Pits of Despair』を執筆し、『ディファレントワールズ』誌の42号と43号の2回に分けて掲載された。
アーネソンはコンピューター産業に足を踏み入れ、4次元の双方向システムを立ち上げ、ミネソタで現在もビジネスに携わっているコンピューター会社である。彼はまた、いくつかのプログラミングといくつかのゲームに携わっていた。彼は最終的に自分のコンピューターの会社とコンサルティングを立ち上げた。
カリフォルニア州に住んでいた1980年代、アーネソンはこどもたちの特別支援教育で働く機会を得た。ミネソタに帰るまでの間、彼はロールプレイングを教育的利用に教えることを追求し、数学を教えるのに正多面体のサイコロを使った。1990年代、彼はグラフィック・アートやゲームデザインを専門とするFull Sail大学で働きはじめ、コンピューター・ゲームとゲームデザインの教授を務めた。この授業ではルールをしっかりと組み立て、バランスのとれたルール一式を作ることが目的とされている。彼は2008年6月19日に退職した。
2000年には、アーネソンはビデオグラファー（英: videographer）のジョン・ケントナーとDragons in the Basementで働き、これはロールプレイング・ゲームの初期の歴史を綴ったドキュメンタリー・フィルムである。アーネソンはドキュメンタリーを説明する。基本的には、オリジナルのプレイヤーとのインタビューのシリーズである（『D&D』はあなたの人生にどんな影響を与えたか?）、そしてオリジナルのRPGデザイナーとのインタビューも含まれる（たとえば、『トラベラー』のマーク・ミラーや『Empire of the Petal Throne』の M.A.R. Barker）。
彼はまた映画『ダンジョン&ドラゴン』にカメオ出演し、多数の ウィザードがドラゴンにファイアーボールを投げる役柄で登場した。しかし、このシーンは完成した映画では削除された（DVDでは映像特典で見ることができる）。アーネソンとダスティン・クリングマンが設立したZeitgeist Gamesは、d20システム用に「ブラックムーア」をプロデュースし、アップデートした。Goodman Gamesは、2004年に新たな「ブラックムーア」の設定を出版し、流通させた。

## 私生活
1984年、Frankie Ann Morneauと結婚し、マリア（Malia）というひとり娘をもうけ、それから2人の孫をもうけた。
アーネソン は人生を通して、『ダンジョンズ&ドラゴンズ』や、軍事ミニチュア、そしてミネソタで開かれる「ブラックムーア」といった、ゲームをすることを楽しんだ。
2年間の闘病生活の末、2009年4月7日に癌のため、ミネソタ州セントポールで死去。
娘のMalia Weinhagenは「私の父の世界でもっとも大きなことは人生の中でみんなが楽しむことを望むこと…私は、みんながしなくちゃいけないことに追われて、楽しむのを忘れてしまうと思うわ」と話した。

## 栄誉とトリビュート
アーネソンは『ダンジョンズ&ドラゴンズ』やロールプレイング・ゲームの制作で多数の業界賞を受賞した。1984年には彼はオリジン賞のアドベンチャー・ゲーミング・アートとデザインで殿堂入りし、1999年には『Pyramid』誌の「この千年紀にアドベンチャー・ゲーミングの領域で大きな影響を与えた人物」に列せられた。
彼の死から3日後、ウィザーズ・オブ・ザ・コースト社の『D&D』ウェブサイトは黒く喪装された。
ゲーミングの世界の他のトリビュートは、Order of the Stick644回および Dork Tower の2009年4月8日。
テレビゲーム会社の Activision Blizzard は
2009年4月14日にウェブサイトでアーネソンのトリビュートを発表し、オンラインRPGの『World of Warcraft』でリリースした3.1パッチThe Secrets of Ulduarでアーネソンに哀悼の意を表した。
Turbineの『ダンジョンズ&ドラゴンズ_オンライン』、現在の『Dungeons and Dragons: Eberron Unlimited』で、ゲーム中のRuins of Threnal's locationでメモリアルの祭壇が作られた。彼らはまた、'Mantle of the Worldshaper'というゲーム内アイテムを、アーネソン自身によって語られるThrenalクエストチェーンを終えての報酬として用意した。メントルの説明は、「あなたはこのマントを保持するように励み、感激の存在があなたを囲んでいます。秘儀はうまくケープの端に沿って、絹の裏地には'Blackmore'と名付けられた地図の描画が絹の裏地に驚くほど詳細です」というものである。

## 部分的な著作目録
- ダンジョンズ&ドラゴンズ (1974) (ゲイリー・ガイギャックスと共著)
- Blackmoor (1975)
- Dungeonmaster's Index (1977)
- The First Fantasy Campaign (1977)
- Adventures in Fantasy (1979) (with Richard L. Snider)
- Robert Asprin's Thieves' World (1981) (co-author)
- Citybook II – Port o' Call (1984) (co-author)
- Adventures in Blackmoor (D&D Module:DA1) (1986) (with David J. Ritchie)
- Temple of the Frog (D&D Module:DA2) (1986) (with David J. Ritchie)
- City of the Gods (D&D Module:DA3) (1987) (with David J. Ritchie)
- DNA/DOA (1989)
- The Case of the Pacific Clipper (1991)
- The Haunted Lighthouse (Dungeon Crawl Classics Module #3.5) (2003)
- Dave Arneson's Blackmoor (2004) (lead designer)
- Player's Guide to Blackmoor (2006)